# Armascirus rafalskii
Armascirus rafalskii är en spindeldjursart som först beskrevs av Michoka 1987.  Armascirus rafalskii ingår i släktet Armascirus och familjen Cunaxidae. Inga underarter finns listade i Catalogue of Life.